# Bivacco Ivrea
Il bivacco Ivrea è un bivacco situato nel comune di Noasca (TO), nelle Alpi Graie, a 2.770 m s.l.m., all'interno del parco nazionale del Gran Paradiso.

## Storia
Costruito nell'estate del 1947, fu inaugurato il 7 settembre 1947 e inquadrato nella sezione di Ivrea del CAI. La struttura, mai modificata fino ai giorni nostri, consisteva in un telaio di legno con una copertura di lamiere d'alluminio all'esterno e fu il primo esemplare progettato dall'ing. Apollonio, poi riproposto per altri 12 bivacchi.

## Caratteristiche

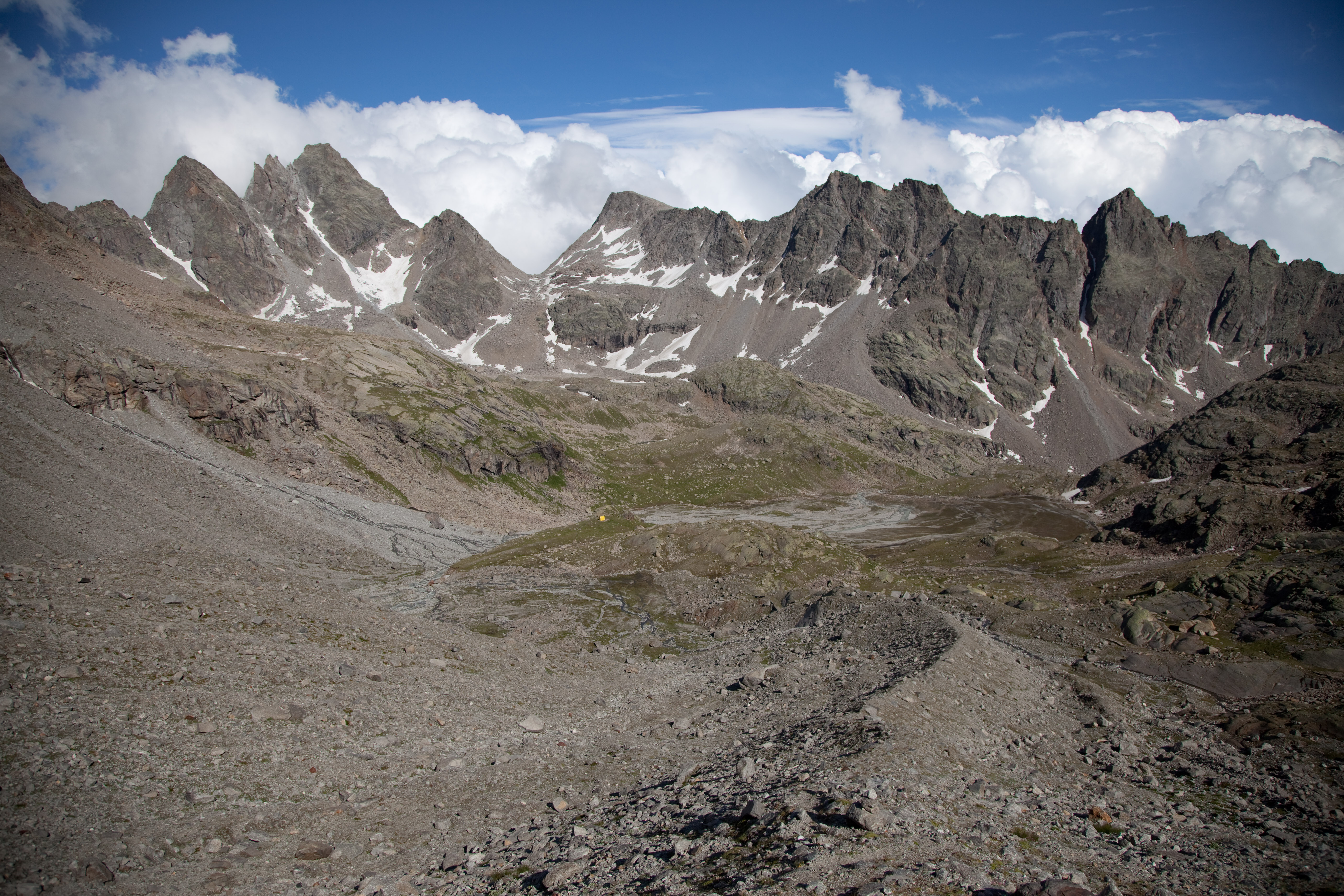
Il bivacco al centro della foto (luglio 2012).

Il bivacco si trova nella parte alta del vallone di Noaschetta, sotto il lago di Gay, nella parte piemontese del parco nazionale del Gran Paradiso. Tipicamente è considerato il punto di partenza per le ascensioni alle cime circostanti, come alternativa al rifugio Pontese, situato sul versante opposto del Colle dei Becchi.
Il bivacco è sempre disponibile, ma non dotato di corrente elettrica, sebbene provvisto di coperte. Sorgenti d'acqua sono presenti a breve distanza.

## Accessi
L'accesso classico al rifugio prevede la partenza da Noasca (1.100 m) seguendo il sentiero n. 548 per l'Alpe Scialier. Si passa per l'alpe Lavassa (1.496 m) e per il rifugio Noaschetta (1.550 m) tenendosi sulla sinistra idrografica del fiume che scende dalla val di Noaschetta. Si passa poi per l'alpe Gorgi e per il vallone di Noaschetta. Nei pressi dei ruderi dell'alpe la Bruna (2.473 m) si passa sulla destra del fiume fino ad altri ruderi. Si sale il pendio morenico fino al colle dove sorge il bivacco. Il percorso è su sentiero sterrato ben segnalato, classificato come difficoltà E, da percorrersi in 5 ore.
Un altro accesso è possibile dal lago di Teleccio (nel vallone di Piantonetto a 1.917 m) passando per il colle dei Becchi (2.990 m) con sentiero e tracce, difficoltà EE, tempo 4 ore.

## Ascensioni
- Testa della Tribolazione (3.642 m), 3 ore[5]
- Punta di Ceresole (3.777 m)
- Gran Paradiso (4.061 m), per la Cresta Gastaldi
- Tresenta (3.609 m)
- Becca di Moncorvé (3.875 m)
- Testa di Valnontey (3.562 m)

## Traversate
- Rifugio Pontese (2.217 m), difficoltà EE, 3,5 ore: passando per il Colle dei Becchi (2.990 m)[6]
- Bivacco Giraudo (2.630 m), difficoltà E, 4 ore: passando per la Bocchetta del Ges (2.614 m)[2]
- Rifugio Vittorio Emanuele II (2.732 m), difficoltà EE; 5 ore: per il colle del Gran Paradiso (3.345 m)[4]